# Poliosmàcies
Poliosmàcia (Polyosmaceae) és una família de plantes amb flor.
En el sistema de classificació filogenètica APG II la família de les poliosmàcies està dins el clade dels Euasterid II sense assignar a cap ordre en concret.
En el sistema Cronquist s'ubica la família en l'ordre de les Rosals
La família conté unes 60 espècies dins un sol gènere: Polyosma
La distribució és a l'Himàlaia, la Xina, el nord-est d'Austràlia i Nova Caledònia.
Són arbres de fulles oposades amb flors agrupades en inflorescències en raïm. El fruit és una drupa amb una sola llavor.